# Erythridula victorialis
Erythridula victorialis är en insektsart som först beskrevs av Knull 1946.  Erythridula victorialis ingår i släktet Erythridula och familjen dvärgstritar. Inga underarter finns listade i Catalogue of Life.